# نزع سلاح نووي
نزع السلاح النووي هو إجراء تخفيف الأسلحة النووية أو التخلص منها. قد يكون الحالةَ النهائية لعالم خالٍ من السلاح النووي. يشير مصطلح «اللانووية» إلى العملية المُفضية إلى نزع السلاح النووي بالكامل.
تتضمن المنظمات المناهضة للسلاح النووي: حملة نزع السلاح النووي، ومنظمة العمل من أجل السلام، ومنظمة السلام الأخضر (غرينبيس)، وحركة سوكا غاكاي الدولية، ورابطة الأطباء الدوليين لمنع الحرب النووية، ومنظمة العُمَد المناصرون للسلام، وحملة الصفر الشامل، والحملة الدولية لإلغاء الأسلحة النووية، ومنظمة سلام العصر النووي. كانت هناك العديد من الاحتجاجات والحركات المناهضة للأسلحة النووية. في 12 يونيو من عام 1982، تظاهر مليون شخص في حديقة سنترال بارك في مدينة نيويورك ضد الأسلحة النووية مطالبين بإنهاء سباق التسلح في الحرب الباردة. كانت أكبرَ حركة احتجاج ضد الأسلحة النووية وأكبر تظاهرة سياسية في تاريخ أمريكا.
في السنوات الأخيرة، دعا بعض الساسة الأمريكيين إلى نزع السلاح النووي. دعا كل من سام نان، وويليام بيري، وهنري كيسنجر، وجورج شولتز، الحكومات إلى تبني رؤية عالم خالٍ من الأسلحة النووية، وطرحت العديد من المقالات الافتتاحية برامج طموحة تتضمن خطوات مستعجلة تحقق تلك الرؤية. أسس الأربعة مشروع الأمن النووي للدفع بالفكرة إلى الأمام. أُنشئت منظماتٌ مثل الصفر الشامل، وهي مجموعة دولية غير حزبية تتألف من 300 قائد دولي غير حزبي، مكرسة لتحقيق نزع السلاح النووي.
يزعم مؤيدو نزع السلاح النووي أن من شأن الحركة التقليل من احتمالات اندلاع حرب نووية، خصوصًا عن طريق الخطأ. بينما يشير نقادها إلى أنها ستضعف القدرة على الردع.

## نبذة تاريخية

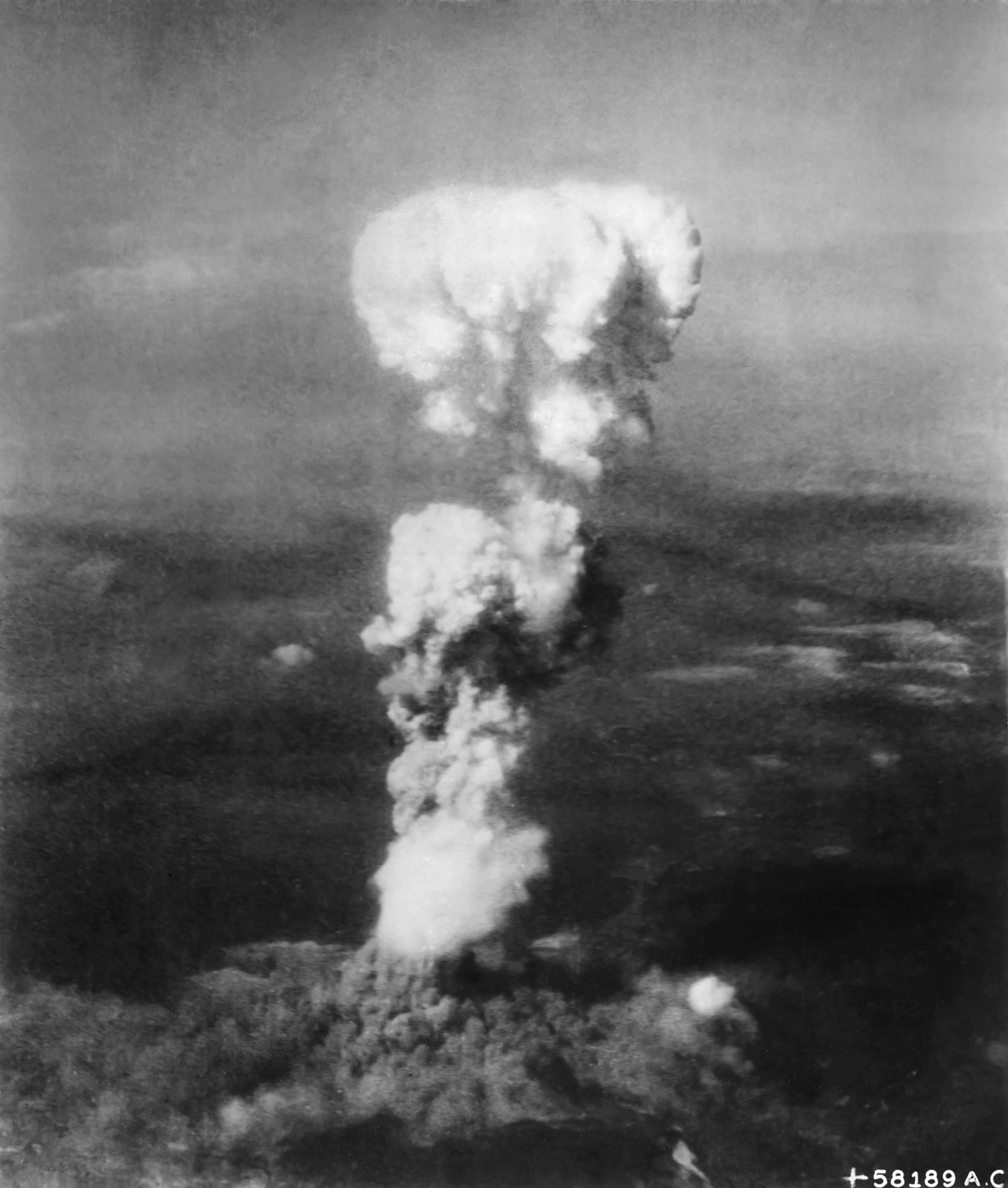
السحابة الذرية فوق هيروشيما

في عام 1945، وتحديدًا في صحراء نيو مكسيكو، أجرى العلماء الاختبار النووي المعروف باسم «ترينيتي»، وهو أول تجربة للأسلحة النووية، معلنين بداية العصر الذري. حتى قبل اختبار ترينيتي، جادل القادة الوطنيون حول تأثير الأسلحة النووية على السياسة الداخلية والخارجية. دخل المجتمع العلمي في النقاش حول سياسة الأسلحة النووية عبر لجان مختصة مثل اتحاد العلماء الأمريكيين، ومؤتمر باجواش للعلوم والشؤون الدولية.
في 6 أغسطس من عام 1945، عند أواخر الحرب العالمية الثانية، فُجّرت قنبلة «الولد الصغير» (ليتل بوي) فوق مدينة هيروشيما اليابانية بانفجار بلغت قوته ما يعادل 12,500 طن من الـ تي إن تي، دمر انفجار القنبلة والموجة الحرارية التي تبعته نحو 50 ألف مبنى (بما فيها مقر الجيش العام الثاني والفرقة الخامسة)، وأودت بحياة 70 ألف إلى 80 ألف شخص على الفور، مع وصول عدد الوفيات الكلي لاحقًا إلى ما بين 90 ألف و146 ألف. حدث تفجير قنبلة «الرجل البدين» (فات مان) فوق مدينة ناغازاكي اليابانية بعد ثلاثة أيام من تفجير نظيرتها فوق هيروشيما في 9 أغسطس من عام 1945، مدمرةً 60% من المدينة وموديةً بحياة 35 ألف إلى 40 ألف شخص على الفور، ليصل عدد الوفيات الكلي إلى نحو 40 ألف بعد ذلك بفترة. في وقت لاحق، ازداد مخزون العالم من الأسلحة النووية.
كانت عمليات تقاطع الطرق (أوبريشن كروسرودز) سلسلة من اختبارات الأسلحة النووية التي أجرتها الولايات المتحدة في جزيرة بيكيني المرجانية ضمن المحيط الهادي في صيف عام 1946. كان الهدف منها دراسة تأثير الأسلحة النووية على السفن البحرية. جاء الضغط من أجل إلغاء العملية من قبل دبلوماسيين وعلماء. أوضح علماء من مشروع مانهاتن أن لا حاجة لاختبارات نووية مقبلة بالإضافة إلى كونها خطرةً على البيئة. حذرت دراسة صادرة عن مختبر لوس ألاموس الوطني من أن «المياه القريبة من انفجار سطحي ستكون حساءً من النشاط الإشعاعي». لتجهيز الجزيرة من أجل الاختبارات النووية، طُرد السكان الأصليون من منازلهم وأُعيد توطينهم على جزر أصغر غير مأهولة، حيث لم يتمكنوا فيها من تأمين لقمة عيشهم.
جذب التهاطل النووي القادم من اختبارات الأسلحة النووية أنظار العامة لأول مرة في عام 1954 عندما لوث اختيار للقنبلة الهيدروجينية في المحيط الهادئ طاقم سفينة الصيد اليابانية لاكي دراغون. مات أحد صيادي السمك في اليابان بعد سبعة أشهر من الحادثة. تسببت الحادثة بقلق واسع النطاق حول العالم و«قدمت دافعًا حاسمًا لضرورة حركة مناهضة للأسلحة النووية في العديد من دول العالم». تنامت الحركة المناهضة للأسلحة النووية بسرعة نظرًا إلى أن القنبلة النووية بالنسبة للعديد من الناس «كانت أسوأ منعطف يسير إليه المجتمع».

## حركة نزع السلاح النووي
ظهرت حركات السلام في اليابان، وتلاقت في عام 1954 بتشكيل «المجلس الياباني ضد القنابل الذرية والهيدروجينية». انتشر الموقف الياباني المعادي لاختبارات الأسلحة النووية في المحيط الهادئ على نطاق واسع، «وجمع ما يقارب 35 مليون توقيع على عرائض تدعو للمطالبة بحظر الأسلحة النووية». في المملكة المتحدة، انطلق أول مسير من تنظيم لجنة العمل المباشر يُسمى مسير ألدرماستون مدعومًا من قبل حملة نزع السلاح النووي في يوم عيد الفصح عام 1958، عندما سار الآلاف لأربعة أيام من ميدان ترافلغار إلى لندن، متجهين إلى مؤسسة أبحاث الأسلحة الذرية بالقرب من ألدرماستون في باركشير، إنجلترا لإظهار موقفهم الرافض للأسلحة النووية. نظمت حملة نزع السلاح النووي مسير ألدرماستون في أواخر ستينيات القرن العشرين، عندما اجتمع الآلاف من الناس ليشاركوا في الحدث الذي استمر لأربعة أيام.
في الأول من نوفمبر من عام 1961، عند ذروة الحرب الباردة، اجتمعت 50 ألف امرأة معًا في ما أسمينه «نساء من أجل السلام» ليسرن في 60 مدينةً ضمن الولايات المتحدة للتظاهر ضد الأسلحة النووية. كانت تلك أكبر مسيرة سلمية وطنية للنساء شهدها القرن العشرون.
في عام 1958، قَدِم لينوس بولينغ وزوجته إلى الأمم المتحدة بعريضة تحمل توقيع 11 عالمًا يدعون فيها لوضع حد لاختبارات الأسلحة النووية. أظهر مسحٌ باسم «بيبي توث» (سن الرضيع) قاده الدكتور لويز ريس في عام 1961 أن التجارب النووية التي تُجرى فوق الأرض تشكل مخاطر صحية عامة كبيرة في هيئة هطولات إشعاعية تنتشر بشكل رئيسي عبر حليب الأبقار التي تناولت عشبًا ملوثًا. أدى الضغط العام ونتائج الأبحاث إلى وقف تجارب الأسلحة النووية الأرضية، لتتبع ذلك معاهدة الحظر الجزئي للتجارب النووية وقعها كل من الرئيسين جون إف. كينيدي ونيكيتا خروتشوف في عام 1963. في اليوم الذي دخلت فيه المعاهدة حيز التنفيذ، منحت لجنة جائزة نوبل لينس باولينغ جائزة نوبل للسلام، ووصفته كالتالي: «لينوس كارل باولينغ، الذي قام بحملته في عام 1946 دون توقف، ليس ضد اختبارات الأسلحة النووية فقط، ولا ضد انتشار تلك الأسلحة فقط، ولا ضد استخدامها بالذات فقط، بل ضد الحرب بشكل عام بوصفها سبيلًا لحل النزاعات الدولية». أنشأ باولينغ الرابطة الدولية للإنسانيين عام 1974. كان رئيس لجنة المستشارين العلميين للاتحاد العالمي لحماية الحياة وواحدًا من الموقعين على بيان دوبروفنيك فيلادلفيا.
في ثمانينيات القرن العشرين، اكتسبت حركة نزع السلاح النووي مرة أخرى قوتها في ظل تنامي الأسلحة وتصريحات الرئيس الأميركي رونالد ريغان. كان لدى ريغان مهمة خاصة، تمثلت بـ«عالم خالٍ من الأسلحة النووية»، وكان بسبب ذلك مكروهًا للغاية في أوروبا. تمكن ريغان من بدء مناقشات حول نزع السلاح النووي مع الاتحاد السوفييتي. غير اسم «سولت» (محادثات الحد من الأسلحة الاستراتيجية) إلى «ستارت» (معاهدة الحد من الأسلحة الاستراتيجية).

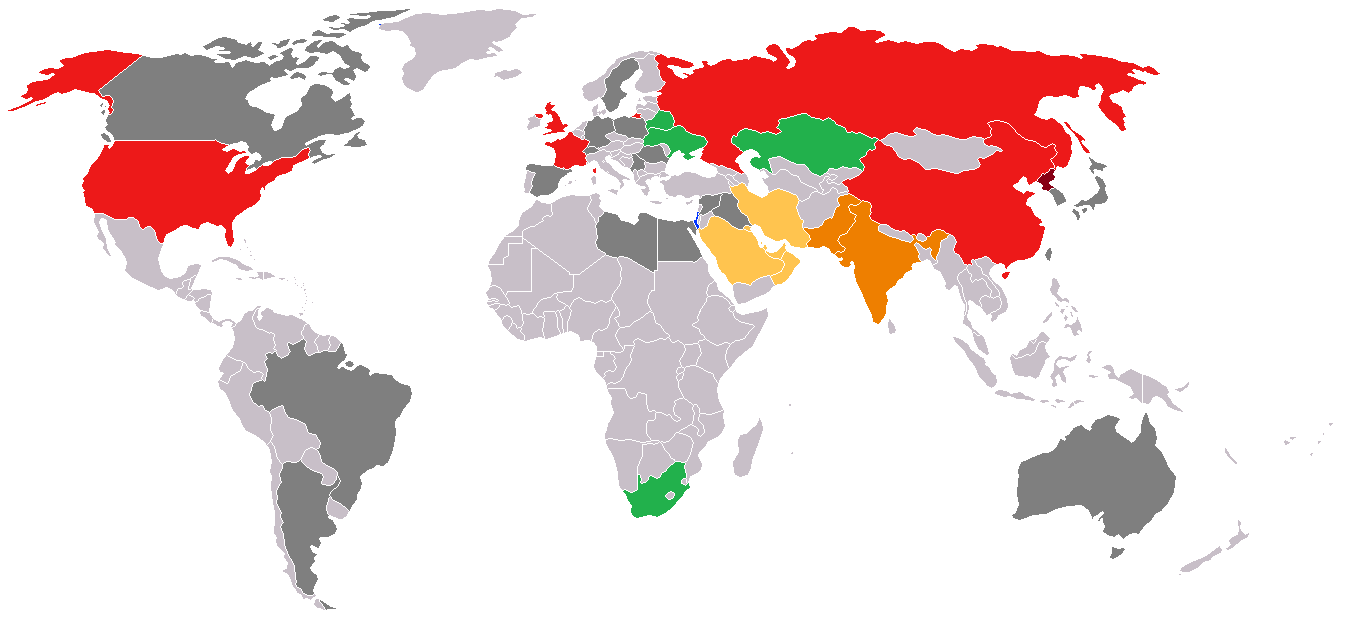
خريطة تمثل وضع دول العالم نوويًا.
الدول النووية الخمس طبقا لمعاهدة الحد من الأسلحة النووية
دول أخرى تمتلك أسلحة نووية (الهند وباكستان)
دول يُفترض امتلاكها أسلحة نووية (إسرائيل)
دول امتلكت أسلحة نووية سابقا (بيلاروسيا وجنوب أفريقيا وأوكرانيا وكازاخستان)
دول يُعتقد أنها بصدد تطوير أسلحة نووية و/أو برنامج نووي
دول كان لها سابقا برنامج لتطوير أسلحة نووية
دول تمتلك أسلحة نووية، لكنها لم تقر بذلك بصورة موسعة (كوريا الشمالية)

في حين أن الغالبية العظمى من الدول قد التزمت ببنود معاهدة الحد من انتشار الأسلحة النووية، إلا أن بعض الدول إما رفضت التوقيع على المعاهدة أو تابعت برامج الأسلحة النووية بينما لم تكن عضو في المعاهدة. يرى الكثيرون أن سعي هذه الدول إلى امتلاك أسلحة نووية يشكل تهديدًا لمنع انتشار الأسلحة النووية والسلام العالمي.